# Foho Cutulau
Der Foho Cutulau (Foho Kutulau) ist ein Berg in der Aldeia Cutulau (Suco Leorema, Verwaltungsamt Bazartete, Gemeinde Liquiçá, Osttimor). Er ist mit 1381 m der höchste Berg der Gemeinde Liquiçá. Auf dem Gipfel befindet sich eine Sendeanlage der Telkomcel und am Osthang das Dorf Cutulau.